# 松中権
松中 権（まつなか ごん、1976年 - ）は、日本のLGBT社会運動家。認定NPO法人グッド・エイジング・エールズ代表。LGBTと社会を繋ぐ場づくりなどの活動を行う。

## 人物・経歴
石川県金沢市生まれ。父は金沢大学名誉教授。金沢大学附属小学校、金沢大学附属中学校、金沢大学附属高等学校を経て、2000年一橋大学法学部卒業、電通入社。大学在学中、メルボルン大学に留学。
電通ではストラテジック・プランニングセクションで企業のコミュニケーション戦略を担当するなどした。2008年、海外研修制度でニューヨークのイベント会社でインターンシップを行い、NPO関連の部署で、アリシア・キーズのHIVプロジェクトや、対がんマラソン企画、独立系映画祭などに携わる。
2010年特定非営利活動法人グッド・エイジング・エールズを共同設立。2011年「場づくり」を目指し、LGBT、障碍者、外国人などとの交流ができるカラフルカフェを開始。2013年アメリカ合衆国国務省主催インターナショナル・ビジター・リーダーシップ・プログラム研修生としてアメリカ合衆国のLGBT関連NPOや政府機関での調査に従事。一般財団法人mudef理事等も務める。2017年電通を退社。同年、なくそう！SOGIハラ実行委員会代表。
2015年グッドデザイン賞辞退。2016年公益財団法人日本ユースリーダー協会第7回若者力大賞ユースリーダー賞受賞。
2025年4月 短編映画「誰も悪くないのにね」をYouTubeに公開。LGBTQ+の「カミングアウト」に対する作品となっている。記者会見を同日に厚生労働省より行った。（監督：大森歩 企画：高崎卓馬）

## 著書
- 『LGBT初級講座 まずは、ゲイの友だちをつくりなさい』講談社+α新書 2015年